# 丽塔·德容
丽塔·德容（荷蘭語：Rita de Jong，1965年3月12日—），荷兰女子赛艇运动员。她曾代表荷兰参加世界赛艇锦标赛，获得一枚金牌和一枚铜牌。她也曾参加1992年和1996年夏季奥林匹克运动会。